# Willendorf in der Wachau

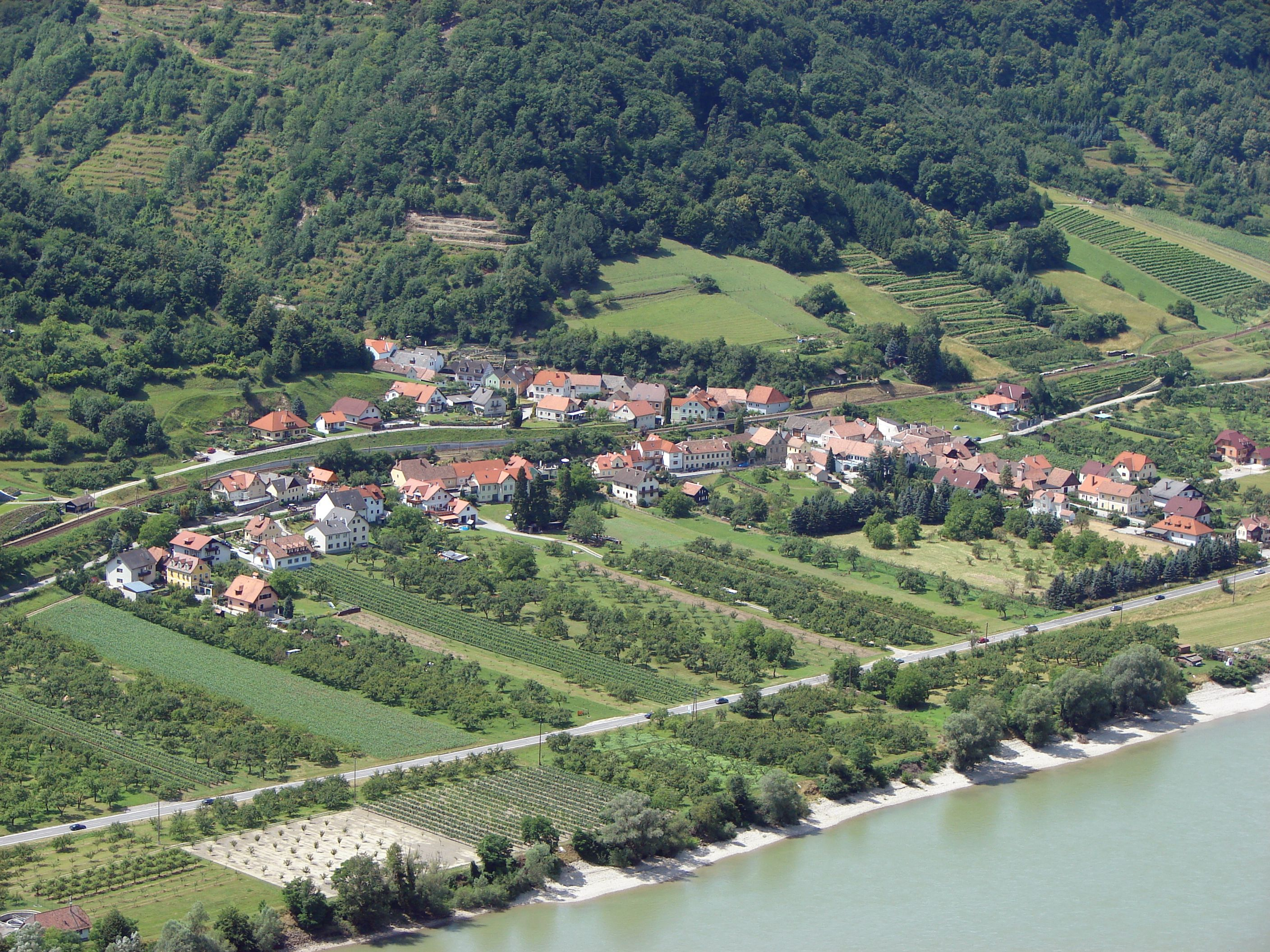
Willendorf von der Burgruine Aggstein aus gesehen.

Willendorf, zur Unterscheidung oft auch als Willendorf in der Wachau bezeichnet, ist ein Dorf in der Wachau, Niederösterreich, im Bezirk Krems-Land.
Willendorf wurde 1908 durch den Fund der Venus von Willendorf bekannt und berühmt.

## Geografie
Willendorf liegt auf 209 m Seehöhe am linken (= nördlichen) Donauufer zwischen Aggsbach Markt und Spitz an der Donau. Der Ort gehört als Katastralgemeinde zur politischen Gemeinde Aggsbach.

## Archäologie

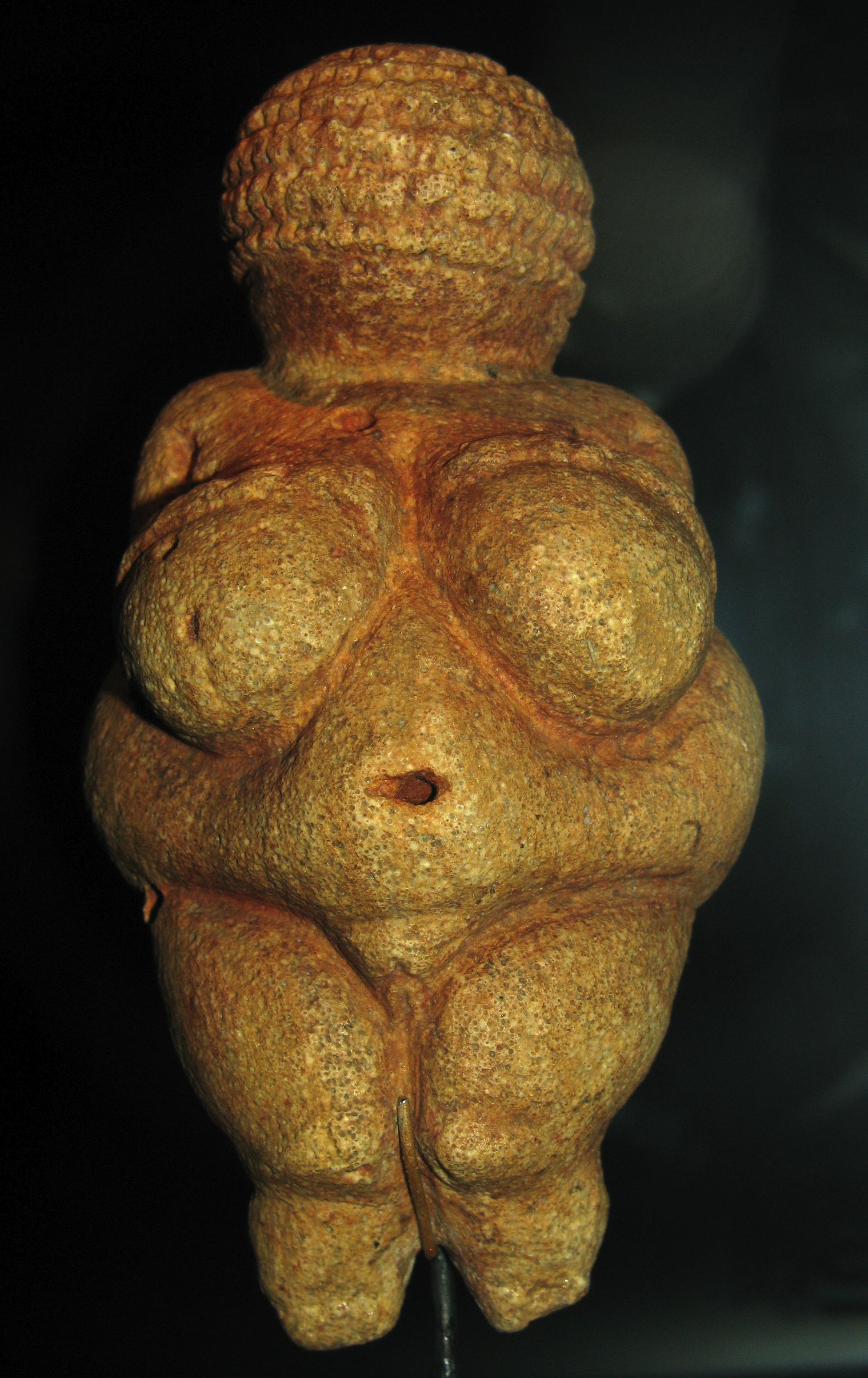
Venus von Willendorf

1908 wurde in Willendorf die Venus von Willendorf, der bedeutendste Fund des Jungpaläolithikums auf österreichischem Boden, gefunden. Die Steinfigur ist etwa 10 cm groß und ca. 29.500 Jahre alt. Andere Funde an der Fundstelle Willendorf II weisen eine Besiedelung dieser Gegend seit rund 43.500 Jahren nach.
Die Venus von Willendorf wird in der permanenten Ausstellung im
Naturhistorischen Museum Wien gezeigt.

## Geschichte
Auf der Donau folgten auf Flößerei – nur flussabwärts – die Treidelschifffahrt auch flussaufwärts von Menschen oder Zugtieren am Treppelweg flussauf gezogen. 1881–1896 passierten hier dampfmaschinenbetriebene Kettenschiffe die Donau. 
1908 wurde die Venus von Willendorf im Zuge der Bauarbeiten für die Donauuferbahn ausgegraben. 1909 wurde die Bahn (Krems – St. Valentin) eröffnet und 2010 im Wesentlichen und hier völlig stillgelegt.
Ab Mitte der 1980er-Jahre entwickelte sich der Radtourismus am Donauradweg.

## Wirtschaft
Heute sind Fremdenverkehr, Wein- und Obstbau wichtige Erwerbszweige für die Bewohner des Ortes.

## Persönlichkeiten
- Paul Hoffmann (1917–1999), Germanist und Hochschullehrer
- Hein Mader (1925–2011), österreichisch-niederländischer Bildhauer